# Antarcturus polaris
Antarcturus polaris är en kräftdjursart som först beskrevs av Hodgson 1902.  Antarcturus polaris ingår i släktet Antarcturus och familjen Antarcturidae. Inga underarter finns listade i Catalogue of Life.